# Sumberarum (Jaken)
Sumberarum is een bestuurslaag in het regentschap Pati van de provincie Midden-Java, Indonesië. Sumberarum telt 1512 inwoners (volkstelling 2010).